# Língua jaminjung
Jaminjung é uma dentre as línguas aborígenes da Austrália, sendo falada na região do rio Victoria no Território do Norte, Austrália. Parece haver um constante crescimento do número de falantes. Eram pouquíssimas pessoas em 1967, depois houve registro de 30 falantes em 1991 e de algo entre 50 e 150 em .

## Escrita
A língua Jaminjung usa o alfabeto latino numa forma sem as letras B, C, D, F, G, H, Q, W, V, X, Z e O; tem, porém os grupos Th, Ly, Ng, Nj, Rl, Rn, Rnt, Rr, Rt.

## Fonologia

### Vogais
Jaminjung apresenta quatro vogaisls:
|              | Anterior | Central | Posterior |
| ------------ | -------- | ------- | --------- |
| Fechada      | i /i/    |         | u /u/     |
| Meio Fechada | e /e/    |         |           |
| Aberta       |          | a /a/   |           |

Não há distinção entre vogal longa ou curta. Note-se que a vogal meio-fechada /e/ aparece somente em palavras de poucas letras, sendo provavelmente algo originado de línguas vizinhas.

### Consoantes
Jaminjung tem 18 consoantes:
|                | Periférica | Periférica | Laminal | Laminal  | Apical    | Apical  |
| Bilabial       | Velar      | Palatal    | Dental  | Alveolar | Retroflex |         |
| -------------- | ---------- | ---------- | ------- | -------- | --------- | ------- |
| Plosiva        | p /p/      | k /k/      | j /c/   | th /t̪/   | t /t/     | rt /ʈ / |
| Nasal oclusiva | m /m/      | ng /ŋ/     | ny /ɲ/  |          | n /n/     | rn /ɳ / |
| Vibrantel      |            |            |         |          | rr /r/    |         |
| Aproximante    |            |            | ly /ʎ/  |          | l /l/     | rl /ɭ / |
| Aproximante    | w /w/      | w /w/      | y /j/   |          | r /ɻ /    | r /ɻ /  |